# Xenòcrates (escriptor)
Xenòcrates (Xenocrates, Ξενοκρὰτης) va ser un escriptor grec.
Era l'autor d'un epigrama inclòs a l'Antologia grega sobre una estàtua d'Hermes. Alguns sospiten que podria ser la mateixa persona que Xenòcrates de Calcedònia. Fabricius pensa que podria obra del nebot d'aquest, Xenòcrates, també anomenat Xenòcrates de Calcedònia.